# 남부대학교
남부대학교(南部大學校, Nambu University)는 광주광역시 광산구에 있는 사립 대학이다.

## 연혁
1998년 11월 30일, 학교법인 우암학원의 조용기에 의하여 남부대학교가 설립되었다. 이듬해 3월 12일 개교하였다.
한편 2018년, 교육부의 대학기본역량진단에서 결과 역량강화대학으로 선정된 이력이 있다.

## 교육편제

### 학부
남부대학교는 단과대학 설치 없이 인문사회계열, 사범계열, 자연과학계열, 보건계열, 공학계열, 예체능계열 등 6개 계열을 자체적으로 설정하고 21학과를 설치하고 있다.

### 대학원
남부대학교 대학원은 일반 1개원, 특수 2개원으로 구성한다. 일반대학원은 석사 7학과, 박사 7학과를 설치하고 있다. 특수대학원으로 교육대학원, 문화복지대학원이 설치되어 있다.

## 캠퍼스 풍경
남부대학교는 광주광역시 소재 사립 대학으로, 월계동에 위치한다. 캠퍼스 내 11개의 건축물이 위치한다.